# 1191.
◄ | 11. stoljeće | 12. stoljeće | 13. stoljeće | ►
◄ | 1160-ih | 1170-ih | 1180-ih | 1190-ih | 1200-ih | 1210-ih | 1220-ih | ►
◄◄ | ◄ | 1188. | 1189. | 1190. | 1191. | 1192. | 1193. | 1194. | ► | ►►
Arhitektura • Astronomija • Knjige • Književnost • Kršćanstvo • Medicina • Pravo • Promet • Znanost

## Smrti
- 20. ožujka – Klement III., papa

## Vanjske poveznice
|  | Zajednički poslužitelj ima još gradiva o temi 1191. |